# النعمان بن مرة الزرقي
النعمان بن مرة الزرقي تابعي، وأحد رواة الحديث النبوي.

## روايته للحديث النبوي
- روى عن: أنس بن مالك، وجرير بن عبد الله البجلي، وعلي بن أبي طالب.
- روى عنه: محمد الباقر، ويحيى بن سعيد الأنصاري.[1]
- الجرح والتعديل: وثّقه النسائي، ذكره ابن حبان في كتاب الثقات، استشهد له أبو داود في فضائل الأنصار.[1]